# Motorrad-Europameisterschaft 1933

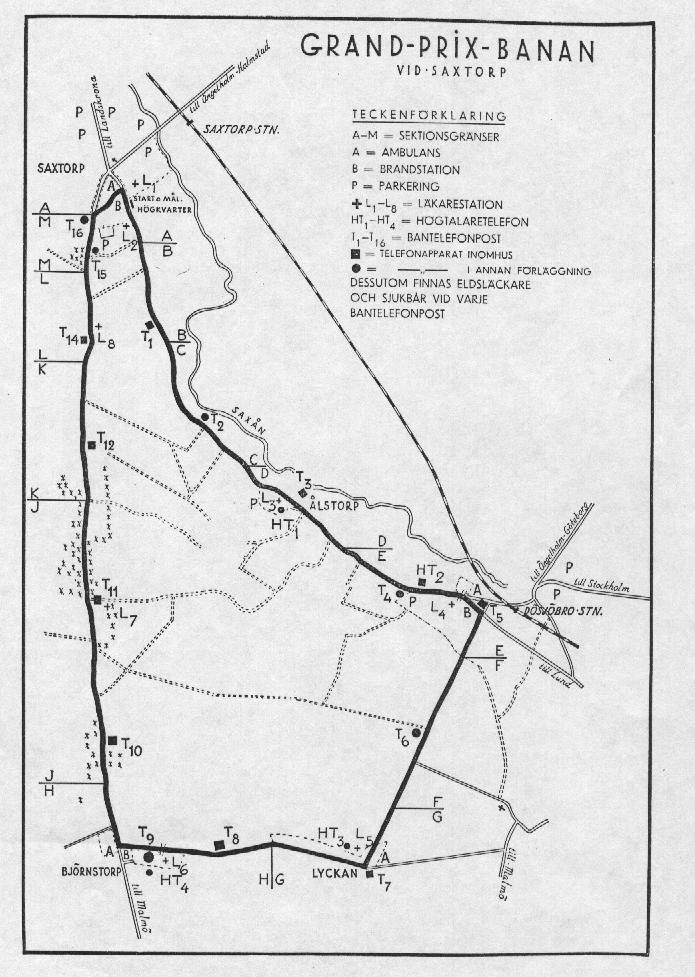
Streckenkarte

Die Titel der Motorrad-Europameisterschaft 1933 wurden beim X. Großen Preis der F.I.C.M. vergeben, der am 3. September 1933 in Saxtorp (Schweden) im Rahmen des IV. Großen Preises von Schweden ausgetragen wurde.
Der Große Preis von Europa fand erstmals im Rahmen der Grand Prix von Schweden statt und wurde von zwei tödlichen Unfällen überschattet. Bereits im Training kam der Norweger Harry Bjelkerud bei einem Unfall ums Leben. Im Rennen, in dem alle drei Hubraumklassen gemeinsam starteten, verunglückte der Einheimische Eric Lundberg schwer und starb kurz darauf.

## Rennverläufe
In der 250-cm³-Klasse setzten sich der Brite Charlie Dodson auf New Imperial gegen den Schweden Rolf Gülich (Moto Guzzi) und seinen Landsmann Leo Davenport (Excelsior) durch. Ted Mellors, der im Rennen Platz zwei belegte, wurde disqualifiziert.
Beiden 350ern gewann der Brite Jimmie Simpson auf Norton vor seinem schottischen Teamkollegen Jimmie Guthrie. Dritter wurde der einheimische Husqvarna-Pilot Rudolf Jönsson. Für Simpson war es bereits der vierte 350-cm³-EM-Titel.
In der Halbliterklasse siegte der Lokalmatador Gunnar Kalén auf Husqvarna. Zweite wurde der belgische FN-Werksfahrer Pol Demeuter vor dem nächsten schwedischen Husqvarna-Piloten, Yngve Ericsson. Kurz nach dem Start hatten sich die beiden Norton-Werkspiloten Stanley Woods und Percy Hunt in Führung gesetzt. Nach den Boxenstopps bildeten die beiden zusammen mit dem schwedischen Husqvarna-Piloten Ragnar Sunnqvist eine dreiköpfige Spitzengruppe. Als das Trio eng zusammenliegend auf den einheimischen Eric Lundberg, der auf einer 250-cm³-FN unterwegs war, auflief um diesen zu überrunden, stoppte Lundberg plötzlich wegen eines technischen Defekts. Sunnqvist und Woods konnten gerade noch ausweichen. Hunt hingegen fuhr ungebremst auf den Schweden auf. Lundberg wurde in die Luft geschleudert, landete kopfüber auf der Strecke und verstarb auf den Weg ins Krankenhaus von Landskrona. Percy Hunt zog sich einen Oberschenkelbruch zu, war neun Monate lang bettlägerig und konnte erst nach fünf Jahren wieder ohne Gehhilfen laufen. Er bestritt nie wieder ein Rennen.

## Rennergebnisse
| Klasse  | Sieger                        | Zweiter                  | Dritter                    |
| ------- | ----------------------------- | ------------------------ | -------------------------- |
| 250 cm³ | Charlie Dodson (New Imperial) | Rolf Gülich (Moto Guzzi) | Leo Davenport (Excelsior)  |
| 350 cm³ | Jimmie Simpson (Norton)       | Jimmie Guthrie (Norton)  | Rudolf Jönsson (Husqvarna) |
| 500 cm³ | Gunnar Kalén (Husqvarna)      | Pol Demeuter (FN)        | Yngve Ericsson (Husqvarna) |

## Verweise